# Котлы (посёлок при железнодорожной станции, Ленинградская область)
Котлы́ — посёлок при железнодорожной станции Котлы в Котельском сельском поселении Кингисеппского района Ленинградской области.

## История

Станция Котлы на карте 1938 года

Согласно топографической карте РККА 1938 года при железнодорожной станции Котлы находился безымянный посёлок.
По данным 1966, 1973 и 1990 годов посёлок при станции Котлы входил в состав Котельского сельсовета.
В 1997 году в посёлке при станции Котлы проживали 112 человек, в 2002 году — 94 человека (русские — 94 %), в 2007 году — 61.

## География
Посёлок расположен в северо-восточной части района у железнодорожной станции Котлы на линии Калище — Веймарн, на автодороге 41К-110 (Котлы — Урмизно).
Расстояние до административного центра поселения — 4 км.
С юга к посёлку примыкает деревня Котлы.

## Демография
| 2007 | 2010 | 2017 |
| ---- | ---- | ---- |
| 61   | ↘34  | ↗54  |

### Национальный состав
Согласно данным Всероссийской переписи населения 2021 года в посёлке проживали 33 человека, все русские.